# Дело о гербах
Дело о гербах — комплекс историко-генеалогических документов российских дворянских родов, сложившийся в результате работы Палаты родословных дел, содержащие материалы геральдического, генеалогического и актового характера.
Является первой попыткой создания русского гербовника, в котором объединены сведения о первых дворянских гербах с официальными родословными.
Историческому решению об отмене местничества  (12 января 1682), сопутствовало важное постановление правительства о начале официальных работ по составлению родословных книг (далее РК). Они  должны были охватить все слои служилых людей, которым предписывалось приносить в Разрядный приказ родословные росписи и документы, подтверждающие служебное положение предков. Приём росписей, их копирование, урегулирование спорных вопросов и все работы по составлению РК были возложены на комиссию получившая название Палата Родословный дел (далее ПРД). В общей сложности в ПРД (1682-1688) и Разрядный приказ (1689-1711) было подано около 630 родословных росписей от порядка 560 служилых семей.
Новым явлением для составления РК были гербы, приложенных к росписям 16 фамилий (В.В. Руммель отмечает 18 гербов), главным образом, польско-литовского происхождения и отсылки на польскую геральдическую литературу, встречающиеся в ряде росписей. Необходимость представлять доказательства о благородном происхождении иноземцев, пребывающих в России, вынудило ссылаться на свои гербы и просить об их утверждении.
В соответствии с указом по наличию соответствующих материалов, в таких случаях ПРД  посылало запросы в Посольский приказ. В ответ на эти запросы, в Посольском приказе составлялись выписки из книг, содержащих сведения о происхождении и гербах польских и литовских дворянских родов. Всего известно 15 таких дел. При составлении выписок использовались: “Гнездо цноты” Папроцкого Бартоша,  “Орбис Полонус” Яна Оскольского, а также хроники: Мартина Бельского, Матвея Стрыйковского, Мартина Кромера, Яна Длугоша  и Александра Гваньини. В ряде случаев, к выпискам прилагались показания польских дворян о шляхетском происхождении той или иной фамилии (Зиновьевы, Хрущовы). Такие показания едва ли можно охарактеризовать, как дела по проверке росписей, поскольку проверялись не правильность родословия, а лишь тождественность ссылки, причём источники, из которых следовало сделать выписки, или лица, которых следовало допросить, указывались самими подателями росписей. Копии документов были сделаны Иностранной коллегией (1725) в связи с запросом Герольдмейстерской конторы и отложились в фонде последней. Известный русский историк-геральдист Александр Борисович Лакиер данные документы и гербы использовал при написании труда Русская геральдика (1855).

## Рода подавшие сведения о наличии гербов
Бестужевы (Бестужевы-Рюмины), Веригины, Виниюсы, Грущецкие, Дивовы, Елагины, Зиновьевы, Колдычевские, Лермонтовы, Мельгуновы, Нелединские (Нелединские-Мелецкие), Николевы, Скуратовы (выходцы из Польши), Фамендины (фон Менгдены), Фонвизины (фон-Визины), Хрущёвы (по “словесной” челобитной просили выписать о происхождении и гербе рода), Эверлаковы.
В дальнейшем, все представленные гербы были закреплены в Общем гербовнике дворянских родов Российской империи.